# Reese-Kaserne
Die Reese-Kaserne (englisch: Reese Barracks) war eine US-amerikanische Militärunterkunft im Augsburger Stadtteil Kriegshaber. Sie entstand nach dem Zweiten Weltkrieg aus der Zusammenlegung der auf dem ehemaligen Exerzierplatz in Kriegshaber gelegenen Arras-, Panzerjäger- und Somme-Kaserne. Benannt war sie nach James W. Reese, einem Träger der Medal of Honor, der im August 1943 auf Sizilien die Eroberung eines feindlichen Stützpunktes erheblich herbeigeführt hatte und dabei gefallen war.
Auf dem weitläufigen Gelände entstanden nach dem Ende der Kasernennutzung der Kulturpark West, eine Einrichtung für verschiedenartige kulturelle Veranstaltungen, sowie der Reese-Park, ein Wohngebiet mit großer Grünanlage.

## Geschichte

### „Unebene“
Die „Unebene“, auch „Viechwandt“ genannt, war ein ausgedehntes unbebautes, für den Ackerbau nicht nutzbares Gebiet nordwestlich von Augsburg auf den Gemarkungen der Dörfer Kriegshaber, Oberhausen und Stadtbergen. Es diente jahrhundertelang als Weidegrund und auch wiederholt für Militärübungen und Feldlager. Daraus entstand 1807 der „Große Exerzierplatz“, ein militärischer Übungs- und Schießplatz.

### Zeit des Nationalsozialismus
In der Zeit des Nationalsozialismus ab 1933 wurde Augsburg durch die Aufrüstung der Wehrmacht wieder ein bedeutender Militärstandort. Die Stadt wurde bald Sitz des Kommandos der 27. Infanterie-Division, je eines Infanterie- und Artillerie-Regiments, einer Panzerabwehr-Abteilung, außerdem eines Heeresverpflegungslagers sowie von Luftwaffeneinheiten. Für deren Unterbringung wurden zwischen 1934 und 1939 sieben Kasernenkomplexe errichtet, darunter in den Jahren 1934 und 1935 die Somme-Kaserne beim Großen Exerzierplatz an der Sommestraße, die Vorläuferin der Reese-Kaserne.

### US-Besatzung
Die Augsburger Wehrmacht-Kasernen blieben im Zweiten Weltkrieg im Gegensatz zu den zivilen Wohnvierteln weitgehend unbeschädigt, so dass sie von der amerikanischen Besatzungsmacht sofort als Unterkunft übernommen werden konnten. Um das Kasernengelände herum wurden Wohnsiedlungen wie Centerville und Cramerton für die Familien der US-Soldaten gebaut. Auf dem Gelände selbst entstanden eine US-High-School und ein Nachtclub mit Kasino. Die US-Army (US-Garnison Augsburg) nutzte die Reese-Kaserne bis 1993/94.

## Aktuelle Nutzung

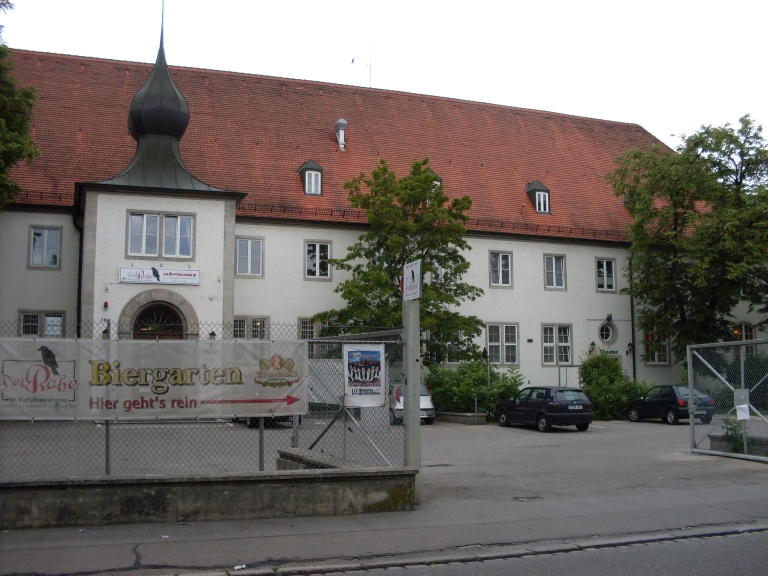
Kulturhaus Abraxas (ehemals Recreation Center)

Heute ist das Gelände vom Eigentümer (Bundesvermögensamt) verpachtet.

### Kulturhaus Abraxas
Im ehemaligen Offizierskasino an der Sommestraße, das unter den Amerikanern als Recreation Center genutzt war, ist das Kulturhaus Abraxas untergebracht.

### Kulturpark West (2008–2022)
Rund 6000 Quadratmeter ehemaliger militärischer Gebäudeflächen an der Sommestraße wurden saniert und unter anderem für Künstlerateliers und Bandübungsräume vermietet. So entstand 2008 der „Kulturpark West“. Die an das Kulturhaus Abraxas angrenzende Theaterhalle wurde zum Reese-Theater umgewandelt. In der ehemaligen Kantine eröffnete eine gleichnamige Diskothek. In der Kradhalle etablierte sich die Livemusik-Kneipe „Bombig“. Die „Kantine“ zog einige Jahre später in ein anderes Gebäude auf dem Gelände um, behielt dabei aber ihren Namen bei.
2019 wurde der Kulturpark West, entgegen großer Proteste der dortigen Kulturschaffenden und Nutzer, geschlossen. Der Kulturpark zieht seither auf das Gelände des Gaswerks Augsburg im Stadtteil Oberhausen um. Die meisten Mieter mussten 2019 die Gebäude räumen. Die Diskothek „Kantine“ zog in die Halderstraße an den Königsplatz um. 2020 erfolgte der Abriss des Reese-Theaters, des zuletzt von der Kantine genutzten ehemaligen Militärgebäudes und der Kradhalle. Wegen Bauverzögerungen auf dem Gaswerksgelände wurde den letzten Mietern des Kulturparks Wests (vor allem Musikbands) ein Bleiben in den Gebäuden an der Sommestraße bis zum Herbst 2022 gestattet.

### Interkultureller Garten
2009 entstand auf einem Brachland-Gelände des Kulturparks West in einer Kooperation mit dem Bundesamt für Migration und Flüchtlinge der erste interkulturelle Garten Augsburgs. 2012 wurde seine Trägerschaft von dem neugegründeten Verein „Grow Up! Interkultureller Garten Augsburg e. V.“ übernommen.
Auf etwa 70 Beeten (Stand 2020), die jeweils etwa 12 Quadratmeter groß sind, sowie mit Hochbeeten und anderen Techniken des Urban Gardenings, wird hier biologisch gegärtnert. Der Gemeinschaftsgarten dient als Begegnungsstätte der Völkerverständigung und Integration.

### Reese-Park

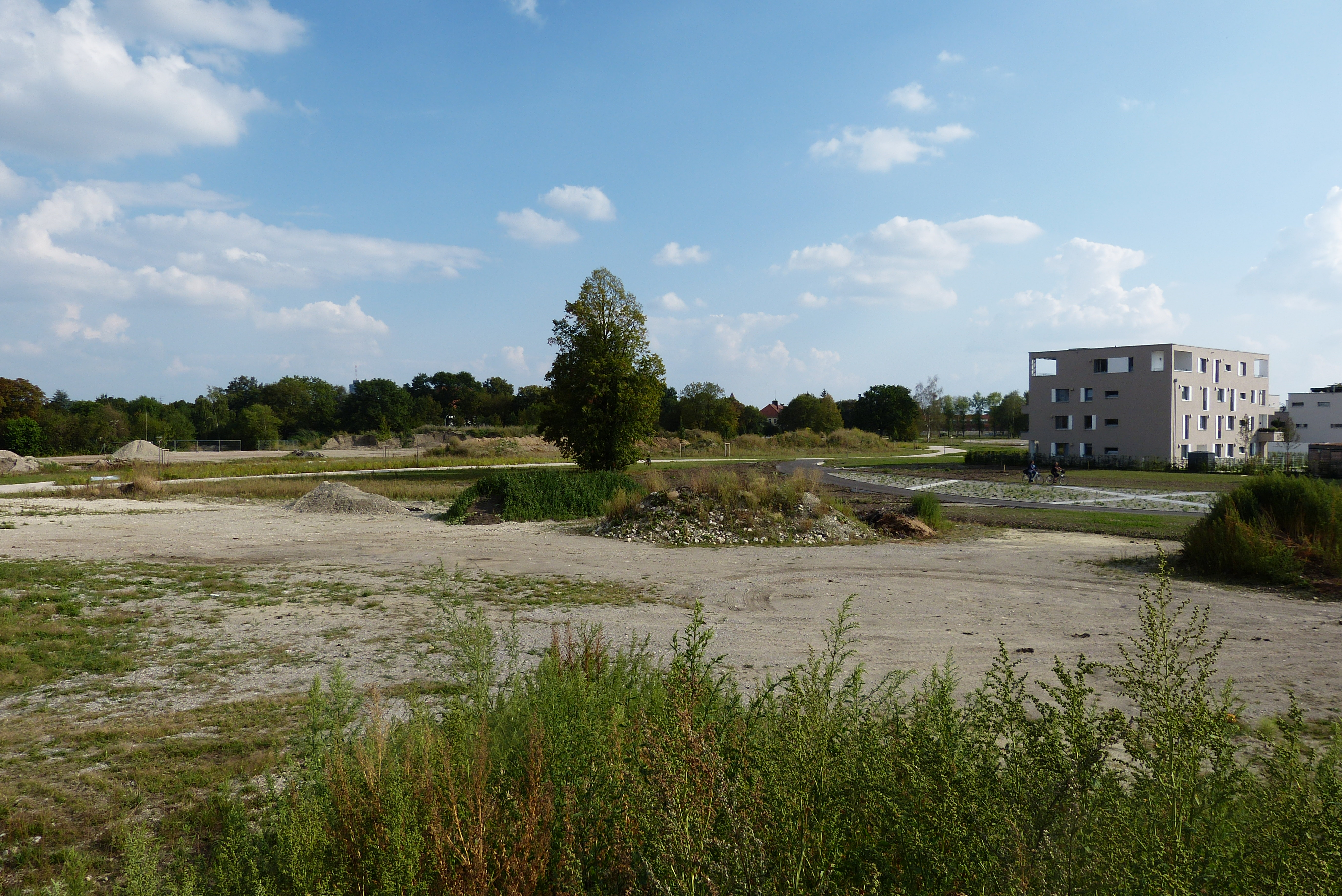
Der Reese-Park 2015. Die im Vordergrund sichtbaren weiträumigen Brachflächen werden seit 2021 mit Wohnkomplexen bebaut.

Auf dem Gelände der ehemaligen Reese-Kaserne wurden die meisten anderen Gebäude abgerissen. Darauf entsteht seither der Reese-Park mit Parkanlagen und neuer Wohnbebauung. Sieben neue Straßen wurden dort erbaut, die nach folgenden Personen benannt sind:
- Annegert-Fuchshuber-Weg, nach Annegert Fuchshuber (1940–1998), Kinderbuchillustratorin
- Emil-Esche-Weg, nach Emil Esche (1896–1948), Kirchenmaler
- Karl-Radinger-Weg, nach Karl Radinger (1912–1966), Kirchenmaler
- Leni-Hirsch-Weg, nach Leni Hirsch (1920–1992), engagierte sich für die Betreuung von behinderten und alten Mitbürgern
- Reeseallee, nach James W. Reese (1920–1943), Soldat der United States Army und Träger der Medal of Honor
- Rose-Oehmichen-Weg, nach Rose Oehmichen (1901–1985), Schauspielerin und Mitgründerin der Augsburger Puppenkiste
- Sepp-Mastaller-Straße, nach Sepp Mastaller (1915–2004), Bildhauer

Das Baseballfeld auf dem Gelände war bis zur Errichtung des Reese-Parks die Heimstätte des Augsburger Baseball-Vereins „Augsburg Gators“.